# Notoceras bicorne
Notoceras bicorne és una espècie de planta de la família brassicàcia. Es tracta de l'única espècie del gènere Notoceras.
Als Països catalans només es troba al sud del País Valencià (Baix Segura) en semideserts i erms de plantes anuals. La seva distribució és Sàharo-iraniana i Mediterrani sud, també es troba a Palestina.
És una herba anual de moltes tiges i prostrada, de 2 a 30 cm de llarg. Les fulles són oblongo-linears d'1,3 x 0,2-0,4 cm, pètals groguencs amb les síliqües acabades en una banya. Floreix de febrer a maig.